# 剣道
剣道（けんどう、英：Kendo）は、全日本剣道連盟が定義する日本の剣術を競技化した武道。国際競技連盟は国際剣道連盟（FIK）。
本項目では他の団体が「剣道」という名称で定義、主張する項目も記載する。
複数の流派が集まって成立したため、柔道の嘉納治五郎のような特定の創始者は存在しない。

## 概要
全日本剣道連盟は「剣道は剣道具を着用し竹刀を用いて一対一で打突しあう運動競技種目とみられますが、稽古を続けることによって心身を鍛錬し人間形成を目指す「武道」です。」と定義しており、単なる剣術訓練や競技ではなく、日本における価値観（道）が重視されている。
直接の起源は、剣術のうち江戸時代後期に発達した防具着用の竹刀稽古（撃剣）である。これらの剣術は、江戸時代末期（幕末）には流派を超えて広く試合が行われるようになっていたが、明治時代以降、大日本武徳会が試合規則を定め競技として成立したものが剣道である。太平洋戦争後に大日本武徳会は解散し、その後発足した全日本剣道連盟が事業を継承している。
現代の剣道はルールのあるスポーツにも分類されるが、後述のように論争がある。

### 江戸時代

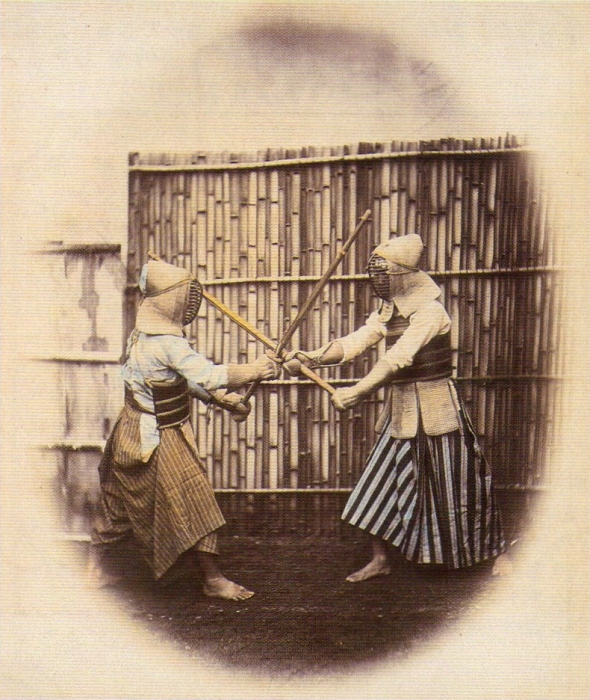
幕末に外国人カメラマンF・ベアトが撮影

江戸時代中期の正徳年間（1711年 - 1715年）に直心影流の長沼国郷が面・小手を製作し、竹刀打ち込み稽古法を確立した。宝暦年間（1751年 - 1763年）に中西派一刀流の中西子武が防具を鉄面・具足式に改良した。防具の発達にともない袋竹刀より強固な四つ割り竹刀が作られるようになった。
江戸時代後期から末期には、竹刀打ち中心の道場が興隆し、流派を超えて試合が行われた。幕末の江戸三大道場といわれる鏡新明智流士学館、北辰一刀流玄武館、神道無念流練兵館や、幕府の設立した講武所が有名である。北辰一刀流の創始者千葉周作は剣術の技を六十八手に分類し、講武所頭取並の男谷信友は竹刀の全長を3尺8寸と定めた。
当時の竹刀試合はあくまで真剣を使った戦いに勝つための訓練の手段として行なわれ、競技を目的にはしていなかった。審判規則や競技大会はなく、10本勝負が通例とされていた。

### 明治・大正時代

#### 撃剣興行

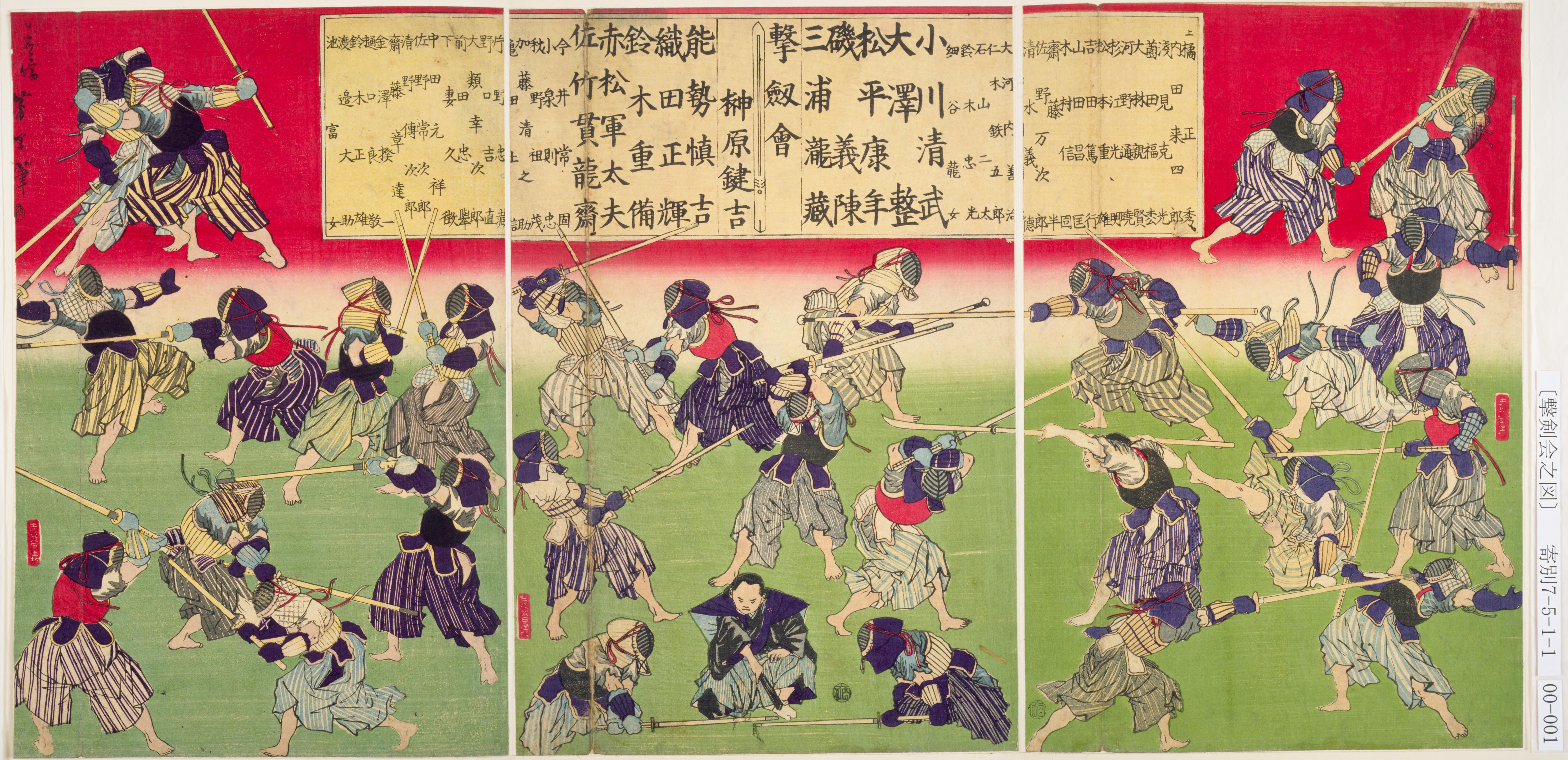
榊原撃剣会絵図。魁斎芳年筆

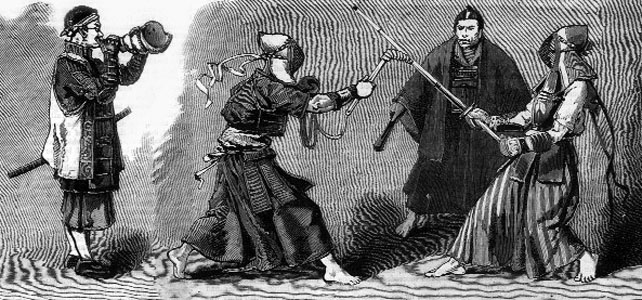
撃剣対鎖鎌術。陣螺術もみられ古武道的要素がある。

明治維新によって武士の身分が廃止され、廃刀令により帯刀も禁じられ、剣術家は失業した。これらの困窮した剣術家を救済するため、直心影流の榊原鍵吉は明治6年（1873年）、撃剣興行という剣術見世物を催し、あらたな事業とした。
撃剣興行は物珍しさから満員御礼となり、これに刺激された2代目斎藤弥九郎（斎藤新太郎）や、千葉東一郎、千葉之胤、島村勇雄、渡辺楽之助など他の剣術家も争って撃剣興行を催した。その数は東京府内で37か所に上り、名古屋、久留米、大阪、泉大津など全国各地に広まった。しかし、この人気は庶民の一時的な好奇心にすぎず、やがて人気は下火になっていった。
撃剣興行によって剣術の命脈は保たれたが、客寄せのための派手な動作や異様な掛声などが後の剣道に悪い影響を及ぼしたという意見もある。

#### 警視庁剣術

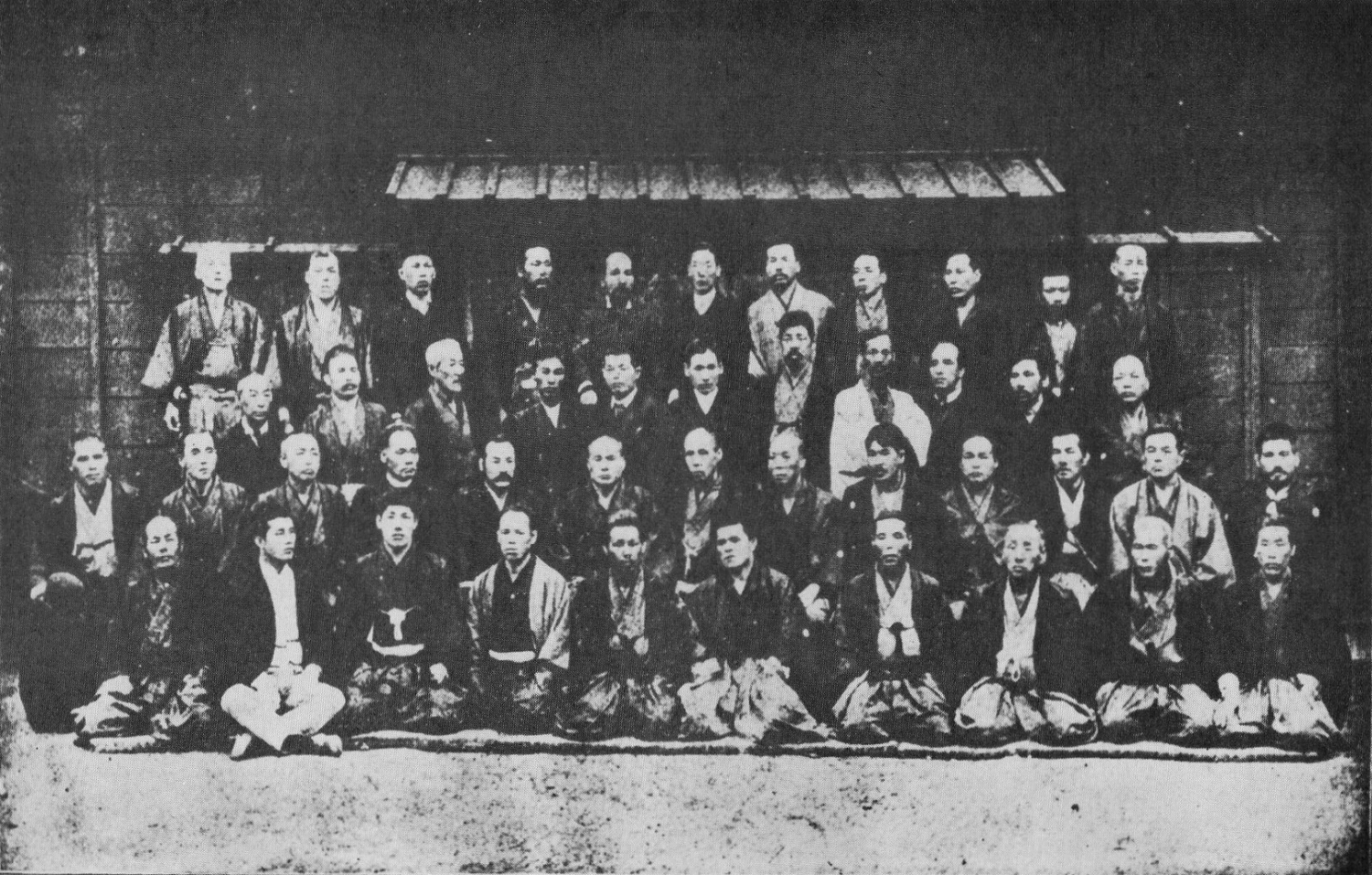
明治21年（1888年）頃の警視庁武術世話掛

明治10年（1877年）、士族反乱西南戦争に従軍した警視庁の抜刀隊が活躍し、剣術の価値が見直された。大警視川路利良は『撃剣再興論』を著し、警察で剣術を奨励する意向を明らかにした。
明治12年（1879年）、巡査教習所に道場が設けられ、上田馬之助、梶川義正、逸見宗助が撃剣世話掛として最初に採用された。その後も真貝忠篤、下江秀太郎、得能関四郎、三橋鑑一郎、坂部大作、柴田衛守などが採用された。撃剣興行や地方の剣術家も続々と就職し、明治16年（1883年）には、一道場の師範として通用する警察官の数が二百数十名に達した。
警視庁は警視流木太刀形や撃剣級位を定め、弥生神社で全国的規模の撃剣大会を開くなどして、明治前期の剣術の最大の拠点となった。地方の警察もこれに倣って剣術を奨励し、一般社会の剣術の復興を促した。
なお、李氏朝鮮末期の朝鮮半島では、内閣総理大臣の朴定陽と度支部大臣の魚允中の提案で警務庁の教習科目として1895年5月23日に撃剣（韓国では当初剣道はこう呼ばれていた）が導入されたと記録されている。

#### 大日本武徳会

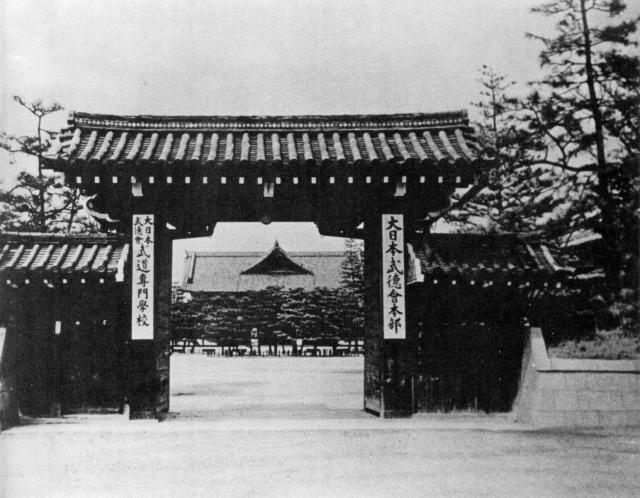
大日本武徳会本部正門（京都旧武徳殿）

明治28年（1895年）、平安遷都1100年記念や日清戦争の勝利によって日本武術奨励の気運が高まり、大日本武徳会が結成された。総裁に小松宮彰仁親王（皇族、陸軍大将）、会長に渡辺千秋（京都府知事）、副会長に壬生基修（平安神宮宮司）が就任した。同年に第1回の武徳祭大演武会（現在の全日本剣道演武大会）が開かれ、優秀な剣術家に精錬証が授与された。
大日本武徳会は、流派を超越した統合組織として毎年の大演武会の開催、各府県支部の設立、武徳殿の造営、武術教員養成所（後の武道専門学校）の設立、段位称号（範士・教士・錬士）の授与、試合審判規則の制定など、現在まで続く剣道の制度を確立し、太平洋戦争敗戦まで剣道の総本山の役割を果たした。

#### 学校剣道

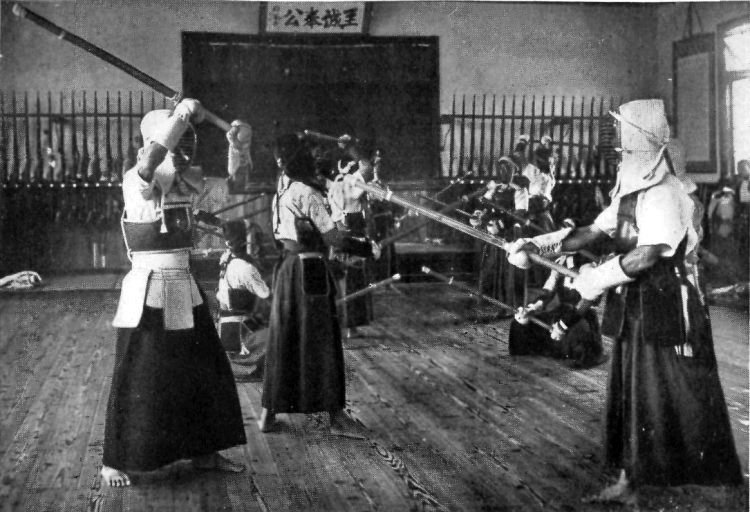
大正9年（1920年）、学校で稽古をしている様子

学校教育に剣道を採用する議論はすでに明治16年（1883年）から行われていたが、指導が難しく有害であるとして見送られていた。剣道家の衆議院議員星野仙蔵、小沢愛次郎らの請願運動により、明治40年（1907年）に衆議院で可決され、明治44年（1911年）に剣道が中等学校正科の体操の一部として実施されるようになった。
剣道教員の養成機関となったのが、武道専門学校（武専）と東京高等師範学校（高師）である。武専教授内藤高治と高師教授高野佐三郎は当時の剣道界に大きな影響力を持ち、「西の内藤、東の高野」といわれた。従来の個人教授法では多人数の生徒を教えることはできないため、高野佐三郎は集団に一斉に教えるための団体教授法（号令に合わせて集団で動く練習方法）を考案した。また、大日本武徳会は全国から25名の剣道家を選抜し、中等学校剣道教育のための大日本帝国剣道形（現在の日本剣道形）を制定した。

#### 剣道という名称について
「剣道」という語は江戸時代や明治時代にも使用例はあるが、多くは「剣術」、「撃剣」とよばれていた。「剣道」の名称が法規上正式に使用されたのは明治44年（1911年）に剣道が中等学校正科の一部として採用されたときで、明治末から大正にかけて「剣道」という名称が定着した。大正8年（1919年）、大日本武徳会副会長に就任した西久保弘道は「武術」から「武道」への名称変更を主唱し、大日本武徳会においても剣術は剣道と呼ばれるようになった。なお、当時は古流剣術と近代剣道の違いはあまり意識されておらず、流派名を名乗る剣道家も多かった。

### 昭和前期

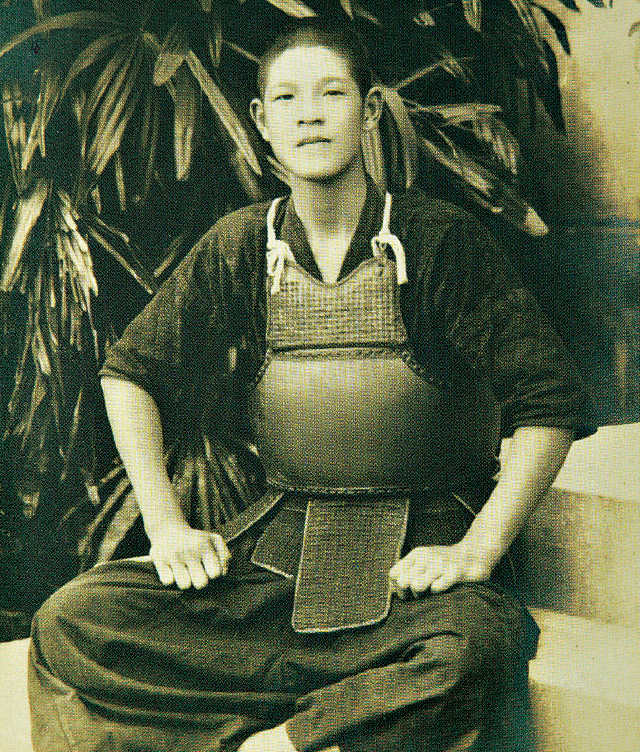
中学時代、胴を着て剣道の練習をしていた岩里政男（後の台湾総統）

#### 剣道の競技化
従来の剣道大会は個人ごとの試合のみで、順位を競うものではなかったが、大正13年（1924年）から開催された明治神宮体育大会や昭和初期の天覧試合では、リーグ戦やトーナメント方式で優勝者が決められた。これは当時としては画期的な試みであり、剣道が競技（選手権大会）として確立するきっかけとなった。しかし、これに反対した剣道家もおり、明治神宮体育大会は大日本武徳会が当初不参加を表明、昭和天覧試合は内藤高治が強硬に反対したが、国家的行事であったことからやむなく従っている。

#### 戦時中の剣道
第二次世界大戦開戦により、日本は戦時体制に入った。太平洋戦争中の昭和17年（1942年）、政府は大日本武徳会を厚生省、文部省、陸軍省、海軍省、内務省の共管とする外郭団体に改組し、国民の戦意高揚と戦技訓練のための機関とした。
戦時中の剣道は、戦場での白兵戦を想定して行われ、競技としての剣道とは一線を画したものとなった。打突を「斬突」という表現で呼称し、攻撃的な先の技を重視して、軽い打ちや片手技は認めないものとされた。試合は一本勝負が奨励された。

#### 剣道禁止と撓競技の誕生

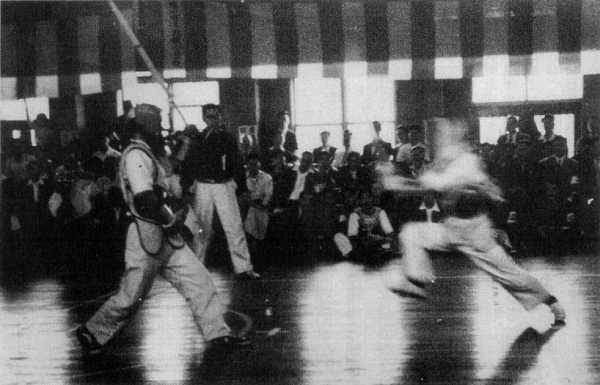
撓競技

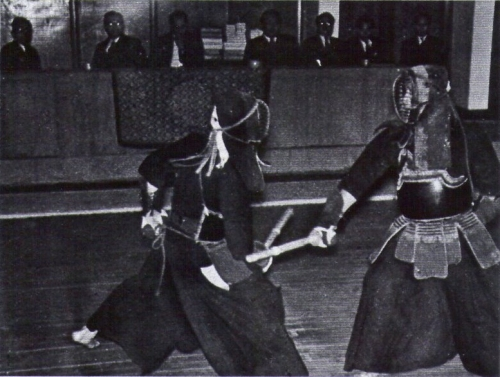
警棒術

昭和20年（1945年）、日本が敗戦し、連合国軍(GHQ)に占領された。連合国軍は、大日本武徳会が国家と結びついて戦争遂行に加担したとして、大日本武徳会を解散させ、関係者1300余名を公職追放した。剣道の組織的活動は禁止され、明治維新についで二度目の危機を迎えた。
昭和25年（1950年）、全日本剣道競技連盟が結成されたが、剣道という名称が問題視され、全日本撓競技連盟と改称。武道的性格を払拭した「撓競技」というスポーツが生み出され、フェンシングのようにシャツ、ズボン、運動靴、軽量の防具を着用して、袋撓で打ち合いポイントを競った。審判員も洋服姿で旗を持つようになった。撓競技は順調に発展し、昭和27年（1952年）に中学校以上の学校体育に採用され、さらに同年国民体育大会にオープン競技として参加した。同じころ、警察では「警棒術」（警棒操法）と称する竹刀の短い剣道のような練習が考案されている。

#### 剣道の復興

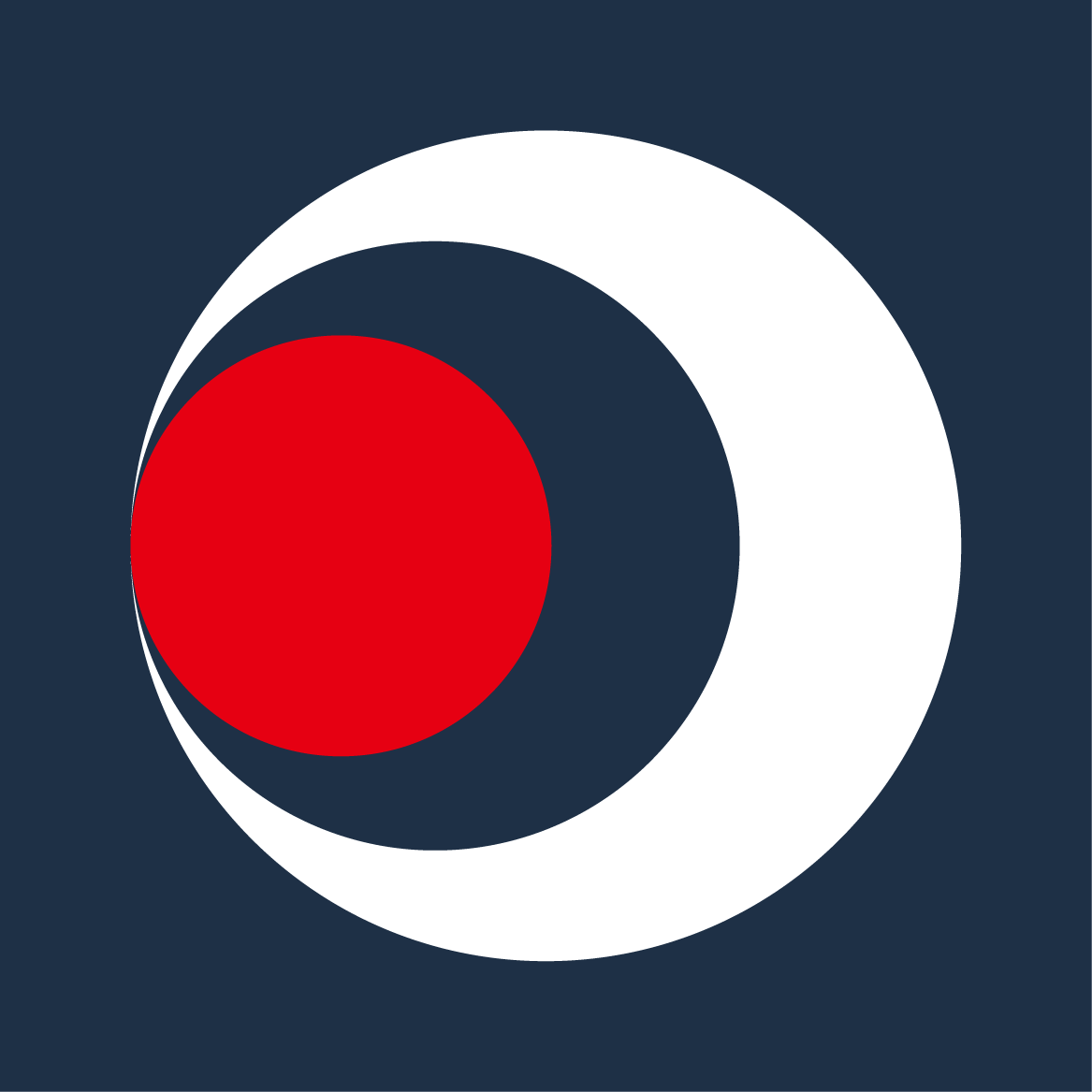
全日本剣道連盟の公式マーク

昭和27年（1952年）、サンフランシスコ講和条約発効にともない連合国軍の占領が解かれると、同年に全日本剣道連盟が結成され、剣道の復興が始まった。やがて撓競技は「剣道のジュニア的なもの」として剣道への統合が図られ、昭和29年（1954年）には全日本剣道連盟と全日本撓競技連盟が合併した。学校での剣道は昭和28年（1953年）に高等学校以上に限定して解禁され、昭和32年（1957年）には撓競技を整理統合して中学校でも実施されるようになった。
全日本剣道連盟は、戦後の剣道を民主的スポーツとして実施する方針を示したが、純粋なスポーツにはなりきれず、「剣道は武道かスポーツか」という論争は現在に至るまで剣道界が抱えるジレンマとなっている。

### 昭和後期・平成

#### 警察剣道
明治時代からの歴史的経緯により、現在も剣道は柔道と並び警察官必須の術科（武道）とされている。各警察署には道場が設けられ、署員が稽古に使用しているほか、道場を開放して少年剣道教室を開いている。警察官の中でも特に選抜された術科特別訓練員（特練員）は主に機動隊に所属し、豊富な稽古量を保っている。全日本剣道選手権大会や世界剣道選手権大会日本代表の大多数は特練員の警察官で占められている。

#### 学校剣道
学校剣道は昭和32年（1957年）に中学校・高等学校の正科体育となり、今日に至っている。平成24年（2012年）4月から中学校の第1、第2学年の体育で男女共に武道が必修になった（中学校武道必修化）。授業のほかに部活動があり、日本全国の中学校、高等学校、大学等で剣道が稽古されている。一方で、宗教上の理由により剣道の履修を拒否して最高裁判所まで争われた事例がある（神戸高専剣道実技拒否事件）。
韓国の教育現場では、ナショナル・カリキュラムの「2009年改定教育課程」の体育分野の5領域の内、「挑戦活動」の一種目として剣道が選ばれており、学校教育で2013年から行われるとされる。2008年には韓国の「伝統武芸振興法」の一種目に韓国剣道 KUMDO が選ばれており、2009年改定教育課程は伝統を強調しているため、剣道が授業として採用される可能性は高まっていると思われる。

#### 実業団剣道
民間企業の実業団による剣道部活動も行われているが、職務として剣道を稽古している警察官、自衛官、刑務官に比べると勢力は弱い。柔道がオリンピック競技となり民間企業が大々的に参入しているのとは対照的である。

#### 国際化
戦前には、日本人が移民したアメリカ、ブラジルや、日本による韓国併合下の朝鮮半島、日本の植民地支配下の台湾等で剣道が稽古されていたが、国際的なものではなかった。東海学園大学の小田佳子・中京大学の近藤良享によると、西欧では東洋文化の神秘的な憧れのものごとの一つとして伝播し、南米や北米では日本からの移民による母国への郷愁によって普及したが、日本が朝鮮半島を併合した（日韓併合）状況下での韓国（朝鮮半島）への剣道の導入は、「日本剣道をそのまま定着させようとする『文化普遍主義的』というよりも、むしろ侵略国からの異文化の押しつけ、つまり『文化帝国主義的』なそれであった。」と述べ、西洋や南米・北米での普及とは「全く性質が異なる」と注意を促している。
武道の国際的な伝播は、日清戦争（1894-1895）と日露戦争（1904-1905）の勝利をきっかけに、明治中期の1900年前後から始まった。日本学者のアレキサンダー・ベネットは、「両戦争の勝利によって日本が『強国』というイメージが高まると同時に、弱い者でも強い者に勝てる柔術に対する関心が西洋人に広がったのが武道の国際普及のきっかけであった」としている。明治中・後期に日本から北・中・南米への移民が多く行われており、アレキサンダー・ベネットによると、「特にハワイ、米国の西海岸、カナダ、ブラジルなどで、日系人が作ったコミュニティにおいて武術（主に剣術、柔道、相撲）が盛んに行われるようになった」。ブラジルには1908年から移民が行われたが（ブラジル移民）、安定した生活ができるようになるまで時間がかかり、ブラジルにおける本格的な道場は1926年（大正15年）以降発展し、1933年（昭和8年）に柔道・剣道の発展のために伯國柔剣道連盟が発足した。また北米では、1929年（昭和4年）に中村藤吉を中心とした北米武徳会が発足して日系人のあいだで急速に普及、1934年（昭和9年）には西海岸地域だけで40支部、約8,000人の会員がいたという。このように韓国以外の剣道連盟加盟国は、日系人個々人の努力や大日本武徳会という組織の普及戦略によって広がった。
国際武道大学の阿部哲史によると、「剣道の本格的な広がりは、長時間にわたって日本の統治下にあった東アジアの朝鮮半島や台湾から始まる。これを主導したのは『大日本武徳会』で、主に警察や学校を中心に剣道が普及された」とあり、草の根的に広まった韓国以外とはかなり異なっている。剣道の韓国への本格的な導入は日韓併合下と考えられている。
昭和45年（1970年）、剣道の国際競技団体として国際剣道連盟が発足し、同年に第1回世界剣道選手権大会が開催された。以来3年に1度開催されている。参加国は第1回の17国から、近年は40国前後まで増えているものの、世界柔道選手権大会（110国）などの五輪採用競技に比べ大きく劣っている。また多くの国では剣道具や指導者が行き渡っておらず、環境を求め来日する選手も少なくない。
剣道の国際化にともない、剣道をオリンピック種目にしようという意見が唱えられるようになった。これに対し全日本剣道連盟は、剣道がオリンピック種目になれば勝利至上主義や商業主義に陥り、剣道の持つ武道的特性が失われるとして、現在まで反対の立場をとっている。また、剣道は有効打突の判定基準が曖昧で、フェンシングのように電気審判機も導入されていないため、特に国際試合では審判が難しい問題もある。

##### 韓国剣道 KUMDO と日韓の相克
韓国で剣道は最初、撃剣という呼び名で日本から導入された。当初は様々なルーツから日本式剣術が紹介・導入され、これらが後の韓国剣道 KUMDO として定着したと思われる。
1895年5月23日朝鮮半島で、李氏朝鮮の内閣総理大臣の朴定陽と度支部大臣の魚允中の提案で警務庁の教習科目として撃剣が導入されたと記録されており、韓国における剣道の導入の最初と捉えられている。当時の李氏朝鮮は民族と国家の存続のため近代化に邁進し、国家主義を盛んにするために「内修自強」の教育が強調された時期であり、広島経済大学の金炫勇は、「剣道は朝鮮末期と近代化という時代の流れの中、『撃剣』という名称で、体揚を涵養する体育教科として日本から導入されたものであると考えられる。」と述べている。
剣道は、1910年の日韓併合で朝鮮半島で本格的に行われるようになったと考えられており、近代化の中で日韓双方でほぼ同時に「撃剣」から「剣道」へと発展し、戦後は日韓それぞれで剣道（KENDO / KUMDO）が継承された。
大韓剣道会は、剣道の歴史について、「現代の剣道競技がスタートしたのは僅か100年前、最初の名称は『撃剣』である。大韓帝国は日本が開発した競技方式を受け入れ、軍と警察の教習科目として採択し軍事訓練に適用させた。また、当時の私立学校でも青少年に普及・勧奨した」と記しており、これは韓国の KUMDO の起源が日本の KENDO にあると読めるが、文教大学の加藤純一は「大韓剣道会はそのように理解していない」と指摘し、大韓剣道会会長（2013年時点）の李種林が機関誌で「最近我々が使っている KUMDO という用語がスポーツ的な競技種目を指すようになったのは日本からのことである。また、我々が行っている競技の原型は『撃剣』である」と述べていることに触れ、「韓国では日本の KENDO を KUMDO と称して行っているのではなく、開港時代以降に日本の KENDO の影響を受容しつつも、日本が自国の剣の文化を多様に発展させてきたように、韓国独自の剣の文化を継承した KUMDO として今日に至っているとする認識を窺うことができる」と述べている。
日本剣道が武道であることを重んじるのに対し、韓国剣道（KUMDO）は国際化としてスポーツ化を目指している。広島経済大学の金炫勇は、前述の日韓併合下の韓国への導入の経緯から、「韓国における剣道の普及は、他の国際剣道連盟加盟国とは異なる独自的な路線を踏まえているものと考えられる。」と指摘している。
韓国の剣道は、試合前の蹲踞がないなど一部作法が異なる点があり、韓国の形は「朝鮮勢法」と呼ばれている。また日本と異なる点として、防具のプラスチック面が市販されている。
韓国は60万人の剣道人口を抱える強豪国となったが、韓国のインターネットなどで「剣道の起源は韓国」という説が流れており、2001年には「世界剣道協会」を称する団体が発足して国際大会を開催。同会は役員にテコンドー関係者が多く、剣道（KUMDO）をテコンドーにならいオリンピック種目にすることを目指しているという。韓国実業団大会での誤審に対する有効打突判定の新対策として、映像判定方式が用いられるようになっており、独自にスポーツ化が進んでいる。小田佳子による2010年の韓国剣道ナショナルチーム選手の剣道に対する意識調査によると、韓国では剣道人口の減少が懸念されており、剣道人口を増やすために、ナショナルチーム選手・学生選手は剣道のオリンピック競技化を望んでいるという。
全日本剣道連盟註は公式ウェブサイトの日本語版と英語版で、これまであえて反論はしてこなかったが、韓国起源説がますます頻繁にみられるようになっため、改めて同会の見解や方針を広く知ってもらう必要があると考えた、として声明を発表した。小田佳子・近藤良享は、これは「日本の武道・伝統文化としての剣道の正統性を対抗的な立場から示したものである」と評している。剣道の韓国起源説は日本武道学会第40回大会（2007年）の学会フォーラムでも問題として取り上げられており、このフォーラムで剣道分科会の植原吉朗は「全剣連に寄せられる『剣道韓国起源説に強く当たれ』との投書の方々の切歯扼腕している姿がある。この問題を解決するには、剣道の国際的市民権を確立する必要がある」と剣道の韓国起源説への憤りを示し、厳しく否定している。剣道の海外普及が進むにつれて、日本では2000年以降、日本武道学会を中心に「武道とは何か」「剣道とは何か」といった本質を問うテーマを掲げたシンポジウムやフォーラムが開催された。
「武士の精神」を重視してきた日本の国際剣道連盟（IKE）は、外部団体の傘下に入ることで剣道の本質が変わること危惧してきたが、こうした類似団体を牽制し「唯一の国際団体はIKF」と世界に示すことを狙い、2005年に国際競技連盟に加盟申請した。この時は必要な賛成数が得られず加盟には至らなかった。
2008年に韓国政府は、韓国の伝統武芸を中長期的に保存・育成する「伝統武芸振興法」を制定し、これには剣道が含まれていた。金炫勇は、剣道は韓国の伝統的な「武芸」として、今後韓国固有の文化として定着していくと予想している。また韓国のナショナル・カリキュラムの「挑戦活動」の一種目として剣道が選ばれており（前述）、金炫勇は、学校体育の場で教えられるのだから、技能だけでなく歴史、精神も正しく伝える必要があり、韓国における剣道のルーツを明らかにすることは急務であると述べている。
國學院大學の植原吉朗らは、剣道の国際的普及の理想と実態の差違に迫る研究（2005-2007）で、「国際的普及により身体・精神性や文化性を変容させているのは、外国人よりもむしろ日本人である」と評し、「国際剣道の現状と課題」（2007）では「海外の剣士にオリンピック参入の是非を問う前に、日本の剣道指導者こそが、剣道の持つ文化性を真剣に考えるべき」だと結論付けている。
韓国起源説の主張と日韓の相克という事態が生じた理由として、小田佳子・近藤良享は、「戦後67年が経った今もなお、両国の間には支配と被支配という歴史に起因する大きな溝が存在し、（中略）韓国政府の教育政策が韓国剣道界にもそのまま影響を及ぼし、韓国全域に及ぶ歴史修正主義派の間で、剣道は決して日本の伝統文化ではなく、元来、韓国の伝統文化であると主張するようになった」と述べており、韓国政府の教育政策と歴史修正主義というイデオロギーの影響があると指摘している。また朴周鳳は、「日本文化として韓国社会に残された空手道、柔道、剣道の三つの日本武道は、独立後（戦後）に日本の植民残存文化が強制的に取り除かれる中で、存続のために国家権力を利用するなどで自分たちの足場を固めており、その上、正統性を主張した。これは自分たちのアイデンティティの確立を狙うものであった」と分析している。
小田佳子は、日本剣道の文化普遍主義的アプローチによる国際的普及には限界があると評し、「『剣道』が１つの国や地域の伝統文化に固執するあまり、世界に開かれた剣道文化に目を向けず、相互のナショナリズムの対立に陥ることのないように、むしろ『剣道』による相互理解を可能にする国際剣道の『普遍性』を見出し明文化する努力と叡智が求められる」と述べている。

### 略年表
- 1895年（明治28年）4月17日：大日本武徳会が創立され、剣術を中心に日本武術の振興がなされる。
- 1895年 5月23日 : 李氏朝鮮末期の朝鮮半島で、警務庁の教習科目として撃剣が導入された[6]。韓国における剣道の導入の最初と捉えられている[6]。
- 1895年（明治28年）10月26-28日：第1回武徳祭大演武会が開催され、15名に精錬証を授与。
- 1902年（明治35年）6月：範士、教士の称号を制定。
- 1903年（明治36年）5月：7名に第1回の範士号を授与。
- 1905年（明治38年）10月1日：大日本武徳会が京都に武術教員養成所を開設。
- 1906年（明治39年）：7名の範士によって大日本武徳会剣術形が制定。
- 1911年（明治44年）：武術教員養成所を武術専門学校と改称。中等学校で撃剣を正科として採用可能となった。
- 1912年（大正元年）10月：25名の剣道家によって大日本帝国剣道形が制定。
- 1917年（大正6年）：大日本武徳会が剣道に段位制を採用。
- 1919年（大正8年）：武術専門学校を武道専門学校と改称。
- 1924年（大正13年）11月：第1回明治神宮競技大会剣道競技開催。
- 1926年（大正15年）5月15日：摂政宮台覧の全国府県代表選士優勝試合開催。
- 1929年（昭和4年）5月4 -5日：御大礼記念天覧武道大会開催。
- 1930年（昭和5年）5月18日：宮中済寧館台覧武道大会開催。
- 1930年（昭和5年）12月：第1回全日本中等学校剣道大会開催。
- 1931年（昭和6年）1月：師範学校、中等学校で剣道が必修科目となる。
- 1934年（昭和9年）3月：精錬証を廃止し、錬士を制定。
- 1934年（昭和9年）5月4-5日：皇太子殿下御誕生奉祝天覧武道大会開催。
- 1938年（昭和13年）2月：国民精神総動員剣道大会開催。
- 1938年（昭和13年）12月：外務省が日独伊親善のため学生武道使節団を派遣。
- 1940年（昭和15年）6月20日：紀元二千六百年奉祝天覧武道大会開催。
- 1941年（昭和16年）12月8日：太平洋戦争開戦。
- 1942年（昭和17年）4月1日：大日本武徳会が厚生省、文部省、陸軍省、海軍省、内務省の外郭団体に改組され、剣道の戦技化が進む。
- 1943年（昭和18年）3月：段位制を等位制（五等〜一等）に、教士を達士に改正。
- 1945年（昭和20年）8月15日：日本が敗戦し、連合国軍(GHQ)に占領される。
- 1945年（昭和20年）11月6日：学校における剣道が禁止される。
- 1945年（昭和20年）12月26日：学校または付属施設における剣道が、学生・一般人を問わず禁止。
- 1946年（昭和21年）1月：体錬科武道の教員免許状が無効となる。
- 1946年（昭和21年）2月：大日本武徳会が民間団体となる。
- 1946年（昭和21年）8月25日：社会体育としての剣道が制限される。
- 1946年（昭和21年）10月31日：大日本武徳会が解散する。関係者の公職追放1,300余名。
- 1949年（昭和24年）5月21日：警察における剣道が禁止。
- 1950年（昭和25年）3月5日：全日本剣道競技連盟結成。剣道の名称が認められず全日本撓競技連盟と改称し、撓競技が誕生する。
- 1950年（昭和25年）10月：第1回全日本撓競技大会が名古屋市で開催。
- 1951年（昭和26年）5月4日：第1回全国撓競技大会が東京日比谷公園で開催。
- 1952年（昭和27年）4月10日：中学校以上の学校で撓競技が正科となる[31]。
- 1952年（昭和27年）7月：関東学生撓競技連盟結成。間もなく関東学生剣道連盟と改称。
- 1952年（昭和27年）10月：第7回国民体育大会に撓競技がオープン競技として参加。
- 1952年（昭和27年）10月14日：全日本剣道連盟（全剣連）発足。
- 1953年（昭和28年）1月23日：毎日新聞に学校の新学期から撓競技を実施との記事。
- 1953年（昭和28年）5月4-5日：第1回京都大会、第1回全日本都道府県対抗剣道優勝大会が京都旧武徳殿で開催。
- 1953年（昭和28年）5月19日：社会体育としての剣道の制限を解除。
- 1953年（昭和28年）7月7日：高校・大学で剣道を体育に採用することを認可。
- 1953年（昭和28年）11月6日：第1回全国警察官剣道大会が警視庁体育館で開催。
- 1953年（昭和28年）11月8日：第1回全日本剣道選手権大会が蔵前国技館で開催。
- 1953年（昭和28年）12月13日：第1回全日本学生剣道選手権大会が神田国民体育館で開催。
- 1954年（昭和29年）3月14日：全日本剣道連盟と全日本撓競技連盟が合併し、全日本剣道連盟に統一。
- 1954年（昭和29年）8月：第9回国民体育大会に剣道がオープン競技として参加。
- 1954年（昭和29年）11月28日：第1回全日本東西対抗剣道大会が宮崎市で開催。
- 1955年（昭和30年）3月：全日本剣道連盟の日本体育協会加盟が承認される。
- 1955年（昭和30年）11月：第10回国民体育大会に剣道が初めて正式種目として参加。
- 1956年（昭和31年）11月：米国剣道使節団17名が来日。東京日比谷公会堂で日本人と試合。
- 1957年（昭和32年）：全日本剣道連盟が最高段位を十段とする。
- 1957年（昭和32年）5月20日：剣道と撓競技が整理統合され、学校剣道として中学・高校の正科体育に。
- 1958年（昭和33年）7月：宮内庁が全日本剣道連盟に天皇盃を下賜。
- 1958年（昭和33年）9月21日：第1回全日本実業団剣道大会開催。
- 1961年（昭和36年）5月：全日本学校剣道連盟結成。
- 1962年（昭和37年）4月：剣道が中学校で必須正科として実施。
- 1963年（昭和38年）4月：学習指導要領の改正により、剣道が高校で必須正科として実施。
- 1964年（昭和39年）10月3日：日本武道館開館。
- 1964年（昭和39年）10月15日：東京オリンピックのデモンストレーション競技として剣道が参加。
- 1970年（昭和45年）4月4日：国際剣道連盟創立。翌5日、第1回世界剣道選手権大会が日本武道館で開催。
- 1975年（昭和50年）3月20日：全日本剣道連盟が「剣道の理念」を発表。
- 1997年（平成9年）：宮内庁が全日本剣道連盟に皇后盃を下賜。
- 2000年（平成12年）4月1日：全日本剣道連盟が九段・十段を廃止し、範士八段を最高位に。

## 統括組織
日本
- 全日本剣道連盟 (AJKF)

日本最大の剣道団体、剣道の国内競技連盟。日本の剣道界のほぼ全体を統括している。日本武道協議会、日本スポーツ協会、日本オリンピック委員会（JOC）、国際剣道連盟（FIK）に加盟している。
フランス
- フランス柔道柔術剣道及び関連武道連盟 全フランス剣道及び関連武道委員会

国際剣道連盟（FIK）、ヨーロッパ剣道連盟、国際なぎなた連盟、国際スポーツチャンバラ協会に加盟している。
イタリア
- イタリア剣道連盟

イタリアの剣道の国内競技連盟。ヨーロッパ剣道連盟、国際剣道連盟、ヨーロッパなぎなた連盟、国際なぎなた連盟に加盟している。
ヨーロッパ
- ヨーロッパ剣道連盟

ヨーロッパ剣道連盟（ヨーロッパけんどうれんめい European Kendo Federation）は、ヨーロッパの各国・地域連盟を統括する、国際剣道連盟（FIK）傘下の剣道の大陸連盟。アフリカや中東の連盟も加盟している。3年に2回、欧州剣道選手権大会を開催。
世界
- 国際剣道連盟（International Kendo Federation, FIK）

全日本剣道連盟の国際競技連盟として1970年（昭和45年）に設立。以来、3年ごとに世界剣道選手権大会を開催している。2003年7月時点で44ヶ国の剣道団体が加盟している。国際オリンピック委員会（IOC）公認団体GAISF、AIMSに加盟。IOC承認国際競技団体になることを目指している。

## 剣道の理念
全日本剣道連盟は、昭和50年（1975年）3月20日に『剣道の理念』、『剣道修錬の心構え』を制定した。制定委員長は松本敏夫、委員は堀口清、小川忠太郎、玉利嘉章、中野八十二、湯野正憲、大島功、井上正孝、小川政之、広光秀国、笠原利章。
剣道の理念
「剣道は剣の理法の修錬による人間形成の道である」
剣道修錬の心構え
「剣道を正しく真剣に学び
心身を錬磨して旺盛なる気力を養い
剣道の特性を通じて礼節をとうとび
信義を重んじ誠を尽して
常に自己の修養に努め
以って国家社会を愛して
広く人類の平和繁栄に
寄与せんとするものである」

## 服装・用具
剣道着、袴の上から、垂・胴・面・小手の防具（剣道具）を装着する。面を着用する際には、頭に手拭い（面手拭い）を巻き付ける。垂には通常、名前や所属する道場名などの記された名札（垂ネーム）を付ける。基本的に裸足であるが、怪我等の理由で足袋やサポーターを着用する者もいる。足袋・サポーターは試合のときも許可を得れば使用可能であることが一般的である。また、試合時には識別用として背中（胴紐の交差部）に紅白それぞれの目印（標識）を付ける（全長70cm、幅5cm）。

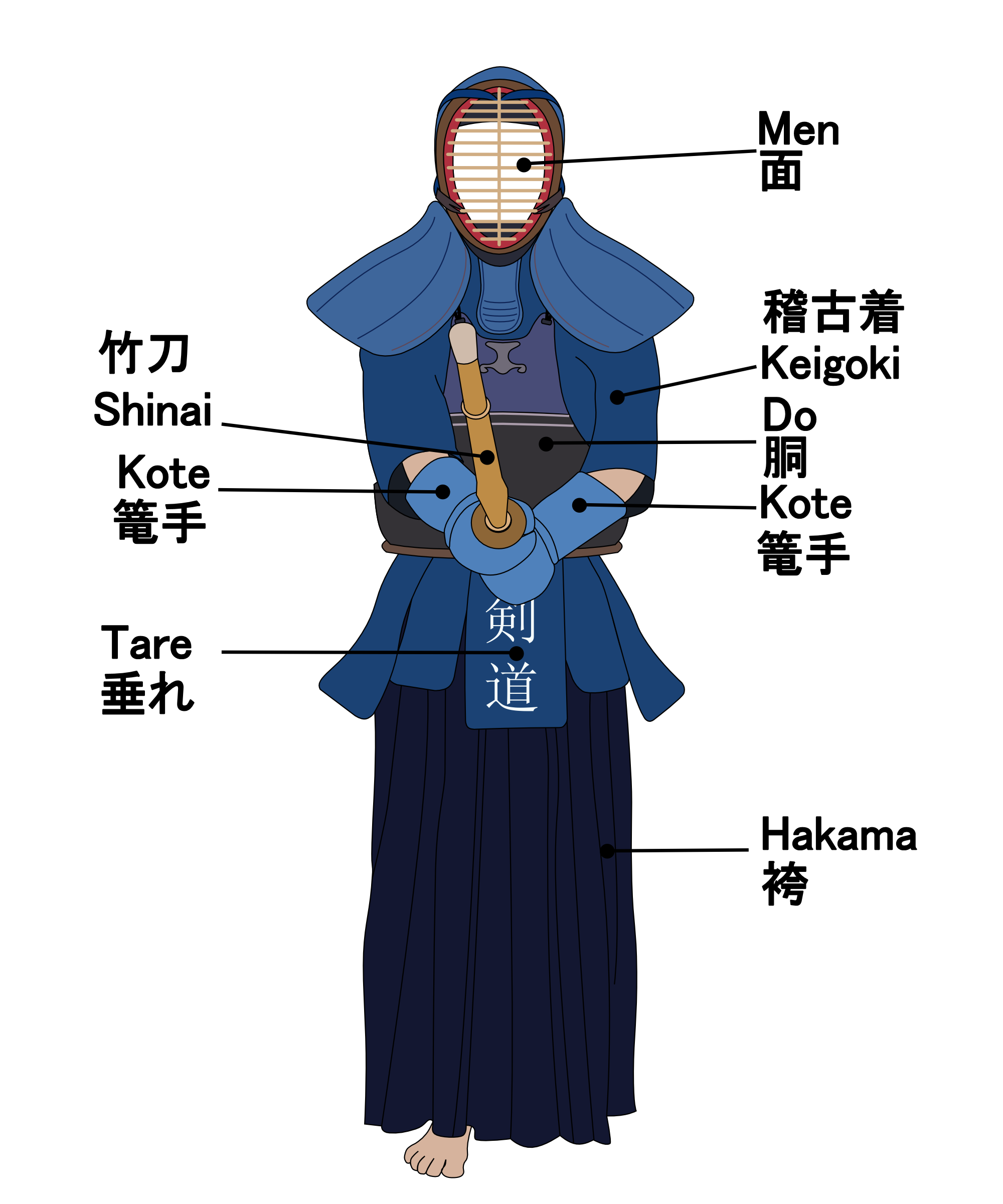
全体図
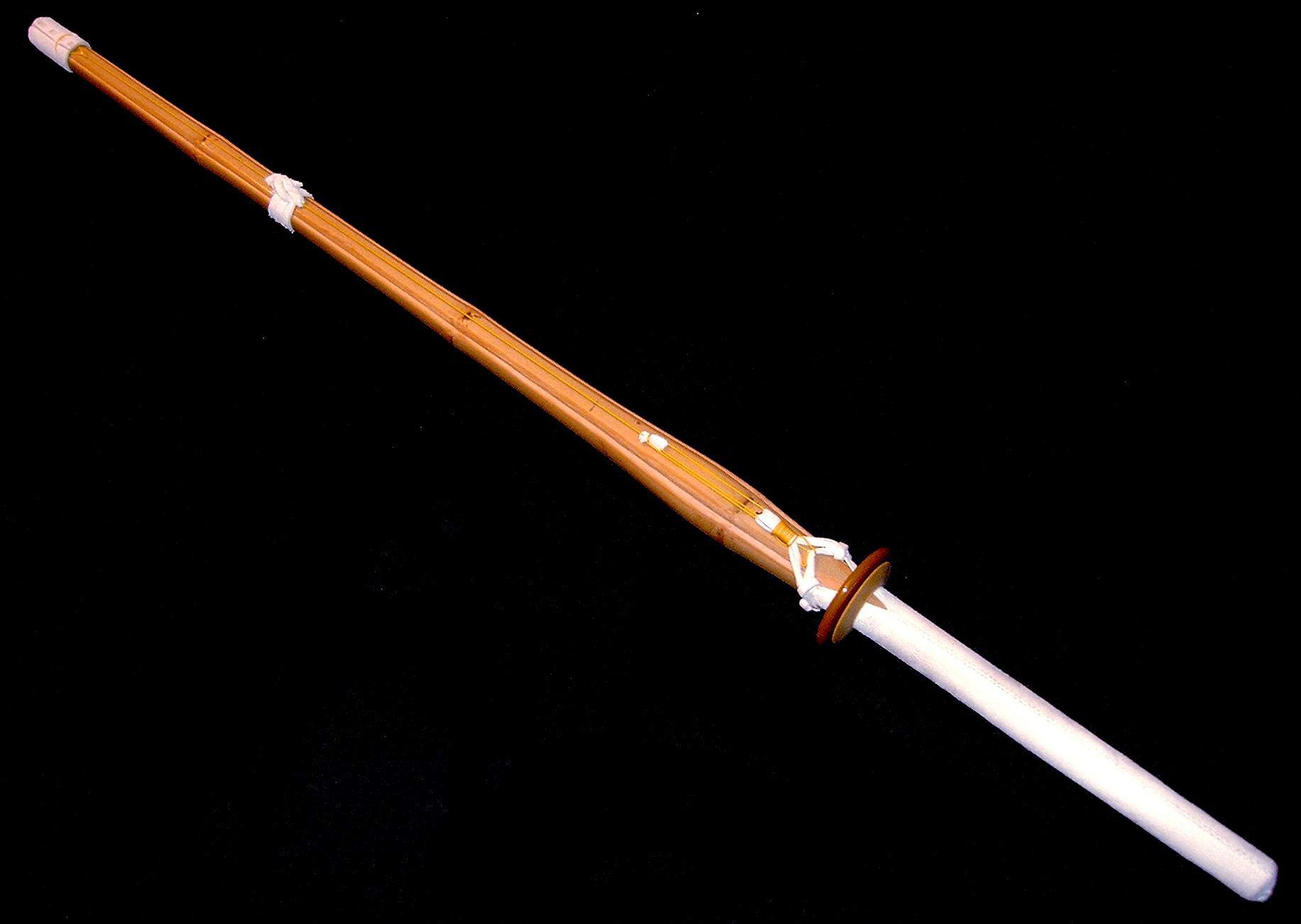
竹刀
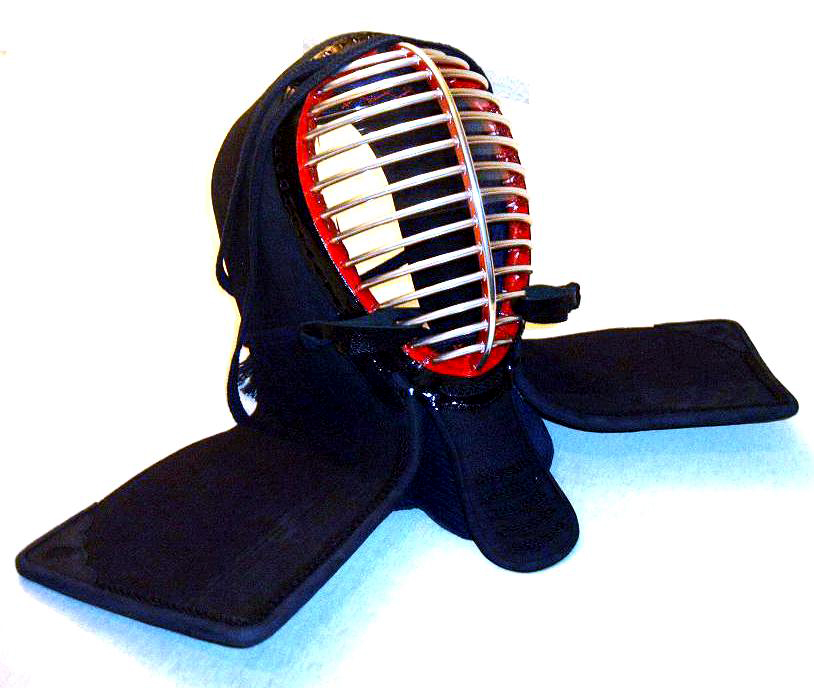
面
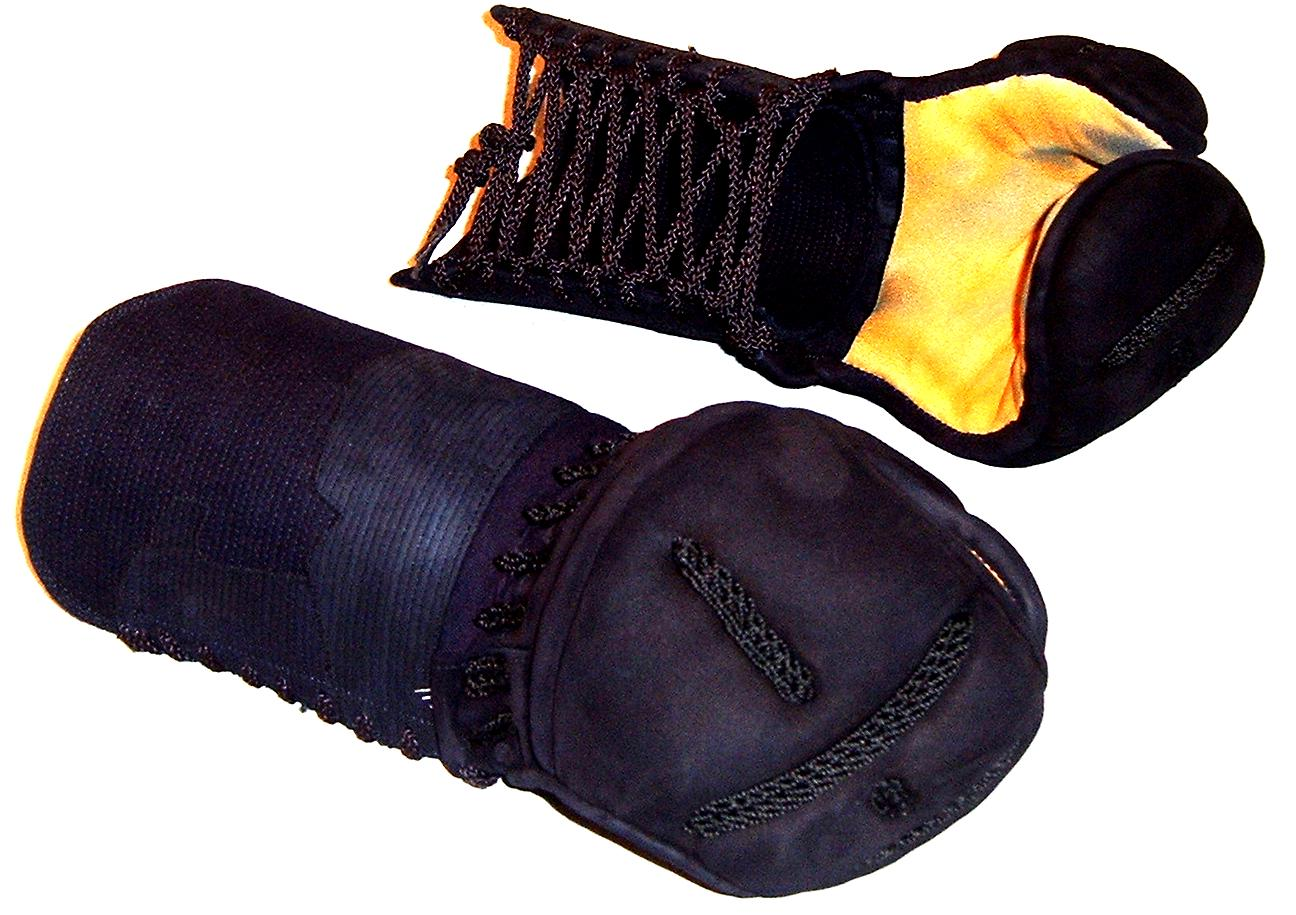
小手
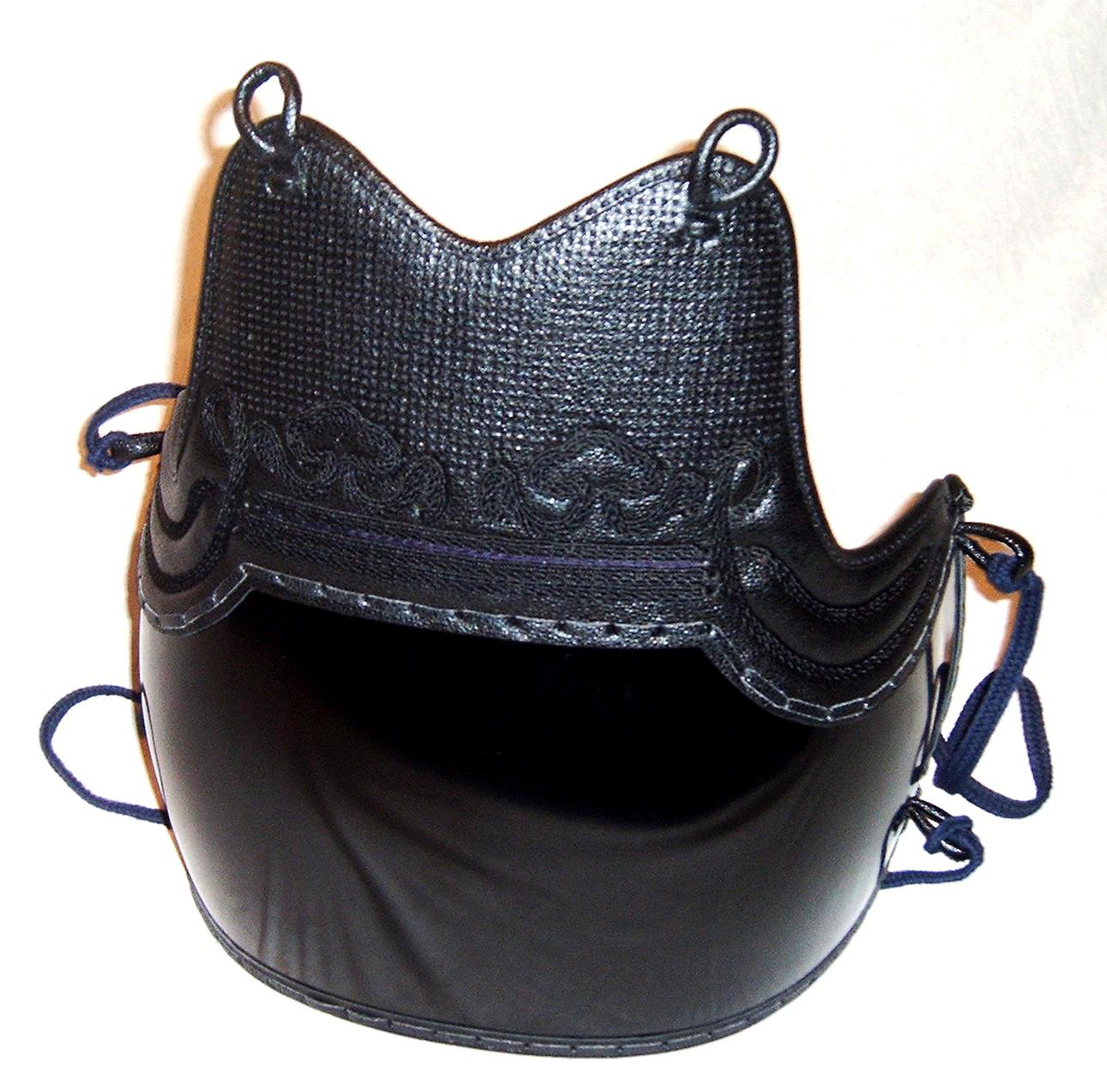
胴
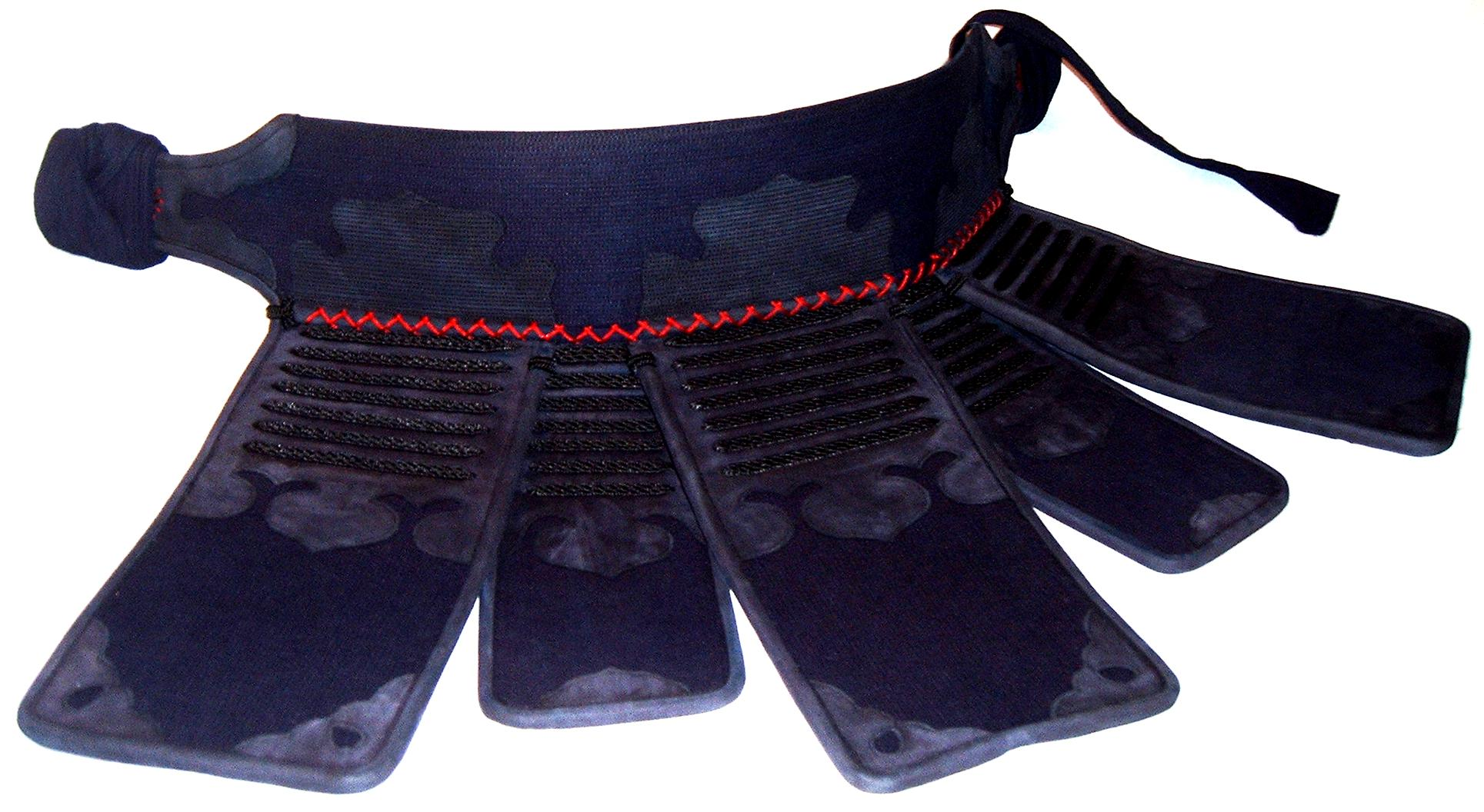
垂

## 稽古内容
剣道の稽古は竹刀稽古と形稽古に大別される。
稽古を行う施設を「道場」という。近年では固有の道場を持たない団体もあるため近隣の小中学校の体育館などを借りて行う場合もある。
冬季・夏季に行う稽古を寒稽古・暑中稽古という。

### 竹刀稽古

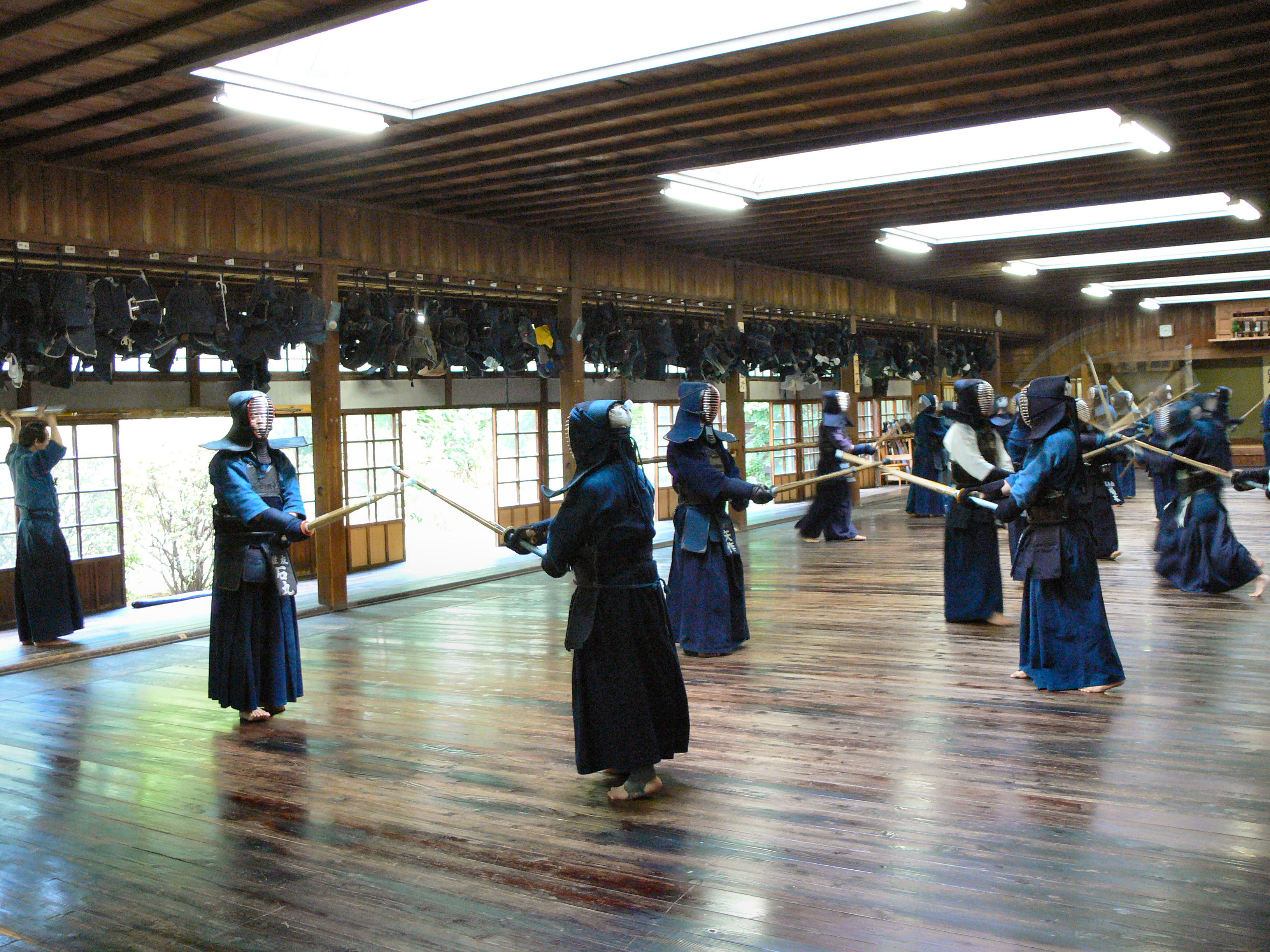
竹刀打ち込み稽古（野間道場）

竹刀、防具を使用する稽古。
- 素振り
- 切り返し
- 打ち込み稽古（打突）
- 追込み稽古
- 掛かり稽古
- 互角稽古（地稽古）
- 試合稽古
- 立ち切り

### 形稽古
木刀、模擬刀、刃引で行う形の稽古。
- 日本剣道形
- 木刀による剣道基本技稽古法

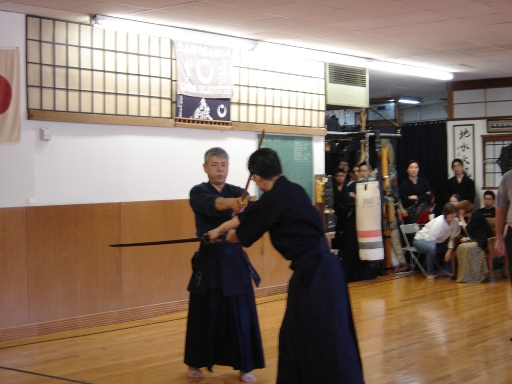
日本剣道形の稽古

道場によっては直心影流法定、一刀流各派、神道無念流など古流の形も稽古している。警視庁の警視流木太刀形、筑波大学の東京高師五行之形、小西酒造の修武館奥之形など、明治時代に制定された比較的現代剣道に近い古流形も存在する。また、全日本剣道連盟は、剣道人が日本刀の操法を学ぶための全日本剣道連盟居合を推奨している。
形稽古と竹刀稽古は「車の両輪」と喩えられ、いずれも体得が必須とされているが、形稽古は軽視されている。

## 試合形式
以下は全日本剣道連盟の場合である。
試合は常に1対1で戦う。これは団体戦の場合も同じである。選手は試合場に入り二歩進んでお互いに礼をし、三歩進んで蹲踞したあと審判員の「始め」の声がかかってから立ち上がり、勝敗が決するか規定の試合時間が経つまでお互いに技を出し合う。原則として三本勝負であるが、一本勝負も認められている。

### 試合場
板張りの床に境界を含め1辺9mないし11mの正方形の試合場を作り、試合をする。境界は普通、白のラインテープを貼って分ける。また、試合開始時の立ち位置は試合場中心付近に白のラインテープで示される。

### 試合時間
試合時間は小学生2分、中学生3分、高校生以上4分、延長戦の場合には3分が基準である。しかし、運営上の理由などからこれ以外の試合時間を採用することも認められており、全日本選手権等の公式大会の決勝戦では、2007年（平成19年）から試合時間が10分に変更された。

### 基本技
全ての技は、竹刀で防具の決められた箇所を打突するものである。
| 技の詳細 | 打突部       | 備考                                                               |
| -------- | ------------ | ------------------------------------------------------------------ |
| 小手     | 右手の小手筒 |                                                                    |
| 面       | 面の頂点     |                                                                    |
| 突き     | 突き垂れ     | 相手が二刀流の場合、胸突きが認められる大会も存在する。             |
| 胴       | 胴台         | 胴台の左側面を打つ際、技名は「逆胴」となるが一本となる場合もある。 |

これに、技を出す直前までの流れから「相（あい）〜」「抜き〜」「返し〜」「払い〜」「すり上げ〜」「引き〜」などの接頭辞が付く場合もある。《例》面返し胴、小手すり上げ面、引き面など

### 有効打突
有効打突（一本）とは、
充実した気勢、適正な姿勢をもって、竹刀の打突部（弦の反対側の物打ちを中心とした刃部）で打突部位を刃筋正しく打突し、残心あるもの
である。審判員はこれに該当しているかどうかを判断して旗を挙げる。

### 反則
反則を一試合中に2回犯した場合は、相手に一本を与える。
- 相手に足を掛けまたは払う。
- 相手を不当に場外に出す。
- 試合中に場外に出る。
- 自己の竹刀を落とす。
- 不当な中止要請をする。
- 相手に手をかけまたは抱え込む。
- 相手の竹刀を握るまたは自分の竹刀の刃部を握る。
- 相手の竹刀を抱える。
- 相手の肩に故意に竹刀をかける。
- 倒れたとき、相手の攻撃に対応することなく、うつ伏せなどになる。
- 故意に時間の空費をする。
- 不当な鍔（つば）迫り合いおよび打突をする。

### 審判員
3名の審判員（1名の主審、2名の副審からなる）が紅白の旗を持ち、旗を挙げることで有効打突の意思表示とする。2名以上が有効打突の表示をした場合、もしくは1名の審判員が有効打突を表示し2名が判定の棄権を表示した場合、一本となる。また、主審は次のいずれかの場合、「止め」の宣告と同時に紅白両方の旗を平行に挙げ、試合を中断させることができる。
- 反則
- 負傷や事故
- 危険防止
- 竹刀操作不能の状態
- 異議の申し立て
- 合議
- 試合者から中断の要請があった場合（この場合、主審は要請の理由を質し、不当な要請の場合は審判の合議の上、反則となることもある）

なお、試合中断は副審から申し出ることもできる。その際に副審が「止め」の宣告後、直ちに主審が「止め」の宣言を行い、試合を中断する。
鍔迫り合いが膠着した場合、主審は 「分かれ」の宣告と同時に両旗を前方に出し、両者を分け、その場で「始め」の宣告と同時に両旗を下ろし、試合を継続する。「分かれ」の場合の試合時間は中断しない。

### 勝敗
勝敗は、試合時間のうちに三本勝負の場合二本、一本勝負の場合一本先取した選手を勝ちとする。また三本勝負において一方が一本を取り、そのままで試合時間が終了した場合にはその選手を勝ちとする。試合時間内に勝敗が決しない場合には、延長戦を行い先に一本取った選手を勝ちとする。延長の代わりに判定あるいは抽選によって勝敗を決する場合、または引き分けとする場合もある。判定および抽選の場合には勝者に一本が与えられる。団体戦における代表戦も原則一本勝負である。

### 二刀流

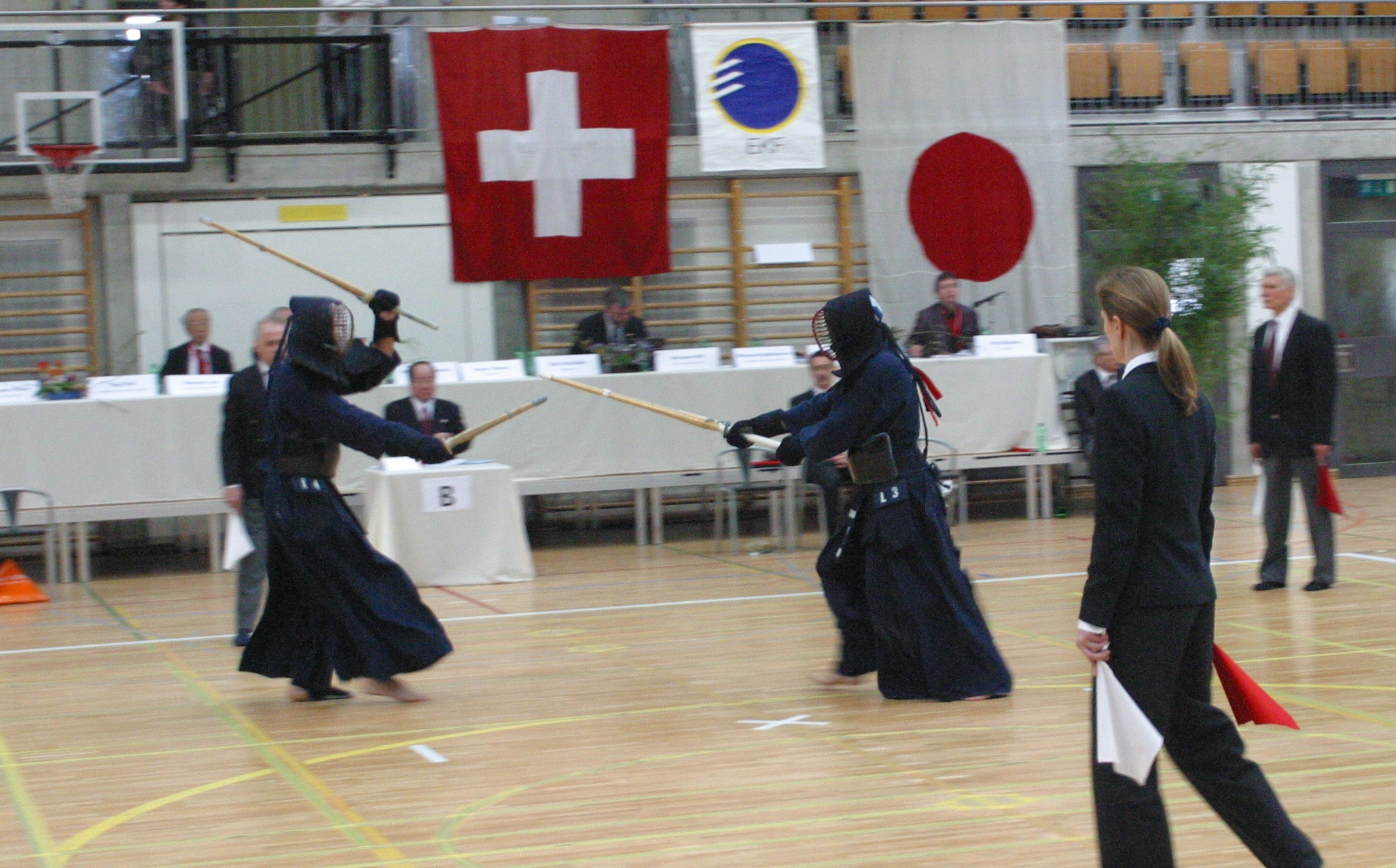
二刀流の選手（左）

成年者は原則として二刀流は禁止されていないが、使用者の数は少ない。昭和初期に学生の間で試合に勝つためだけに、団体戦において二刀流の選手を防御一辺倒の引き分け要員とする手段が横行したため、一部の学生大会では二刀を禁止するようになった。太平洋戦争後、剣道が全日本剣道連盟の下に復活した際も、学生剣道界では戦前に倣って二刀を禁止したために、二刀を学ぶ者が非常に少なくなってしまった。
ただし、伝統が断絶するのを危惧する声もあり、1992年（平成3年）に大学剣道（公式試合・昇段審査）でも解禁された。しかし、高体連・中体連の公式試合・昇段審査においては未だに禁止されており、また小学生・中学生は申し合わせ事項で片手技は有効としないとされているため、高校生以下では事実上禁止されている状況である。
二刀流の竹刀は大刀と小刀を用いる。それぞれ長さと重さが決められており、男性の場合、大刀は3尺7寸以下（一刀の場合は3尺9寸以下）、小刀は2尺以下となっている。長らく二刀流が否定されていたため、また上記の通り竹刀も短く、かつては二刀流の相手に対しては胸突きも認められていたというハンデキャップがあるため、指導者・使用者とも少ないのが現状である。

### 異種試合

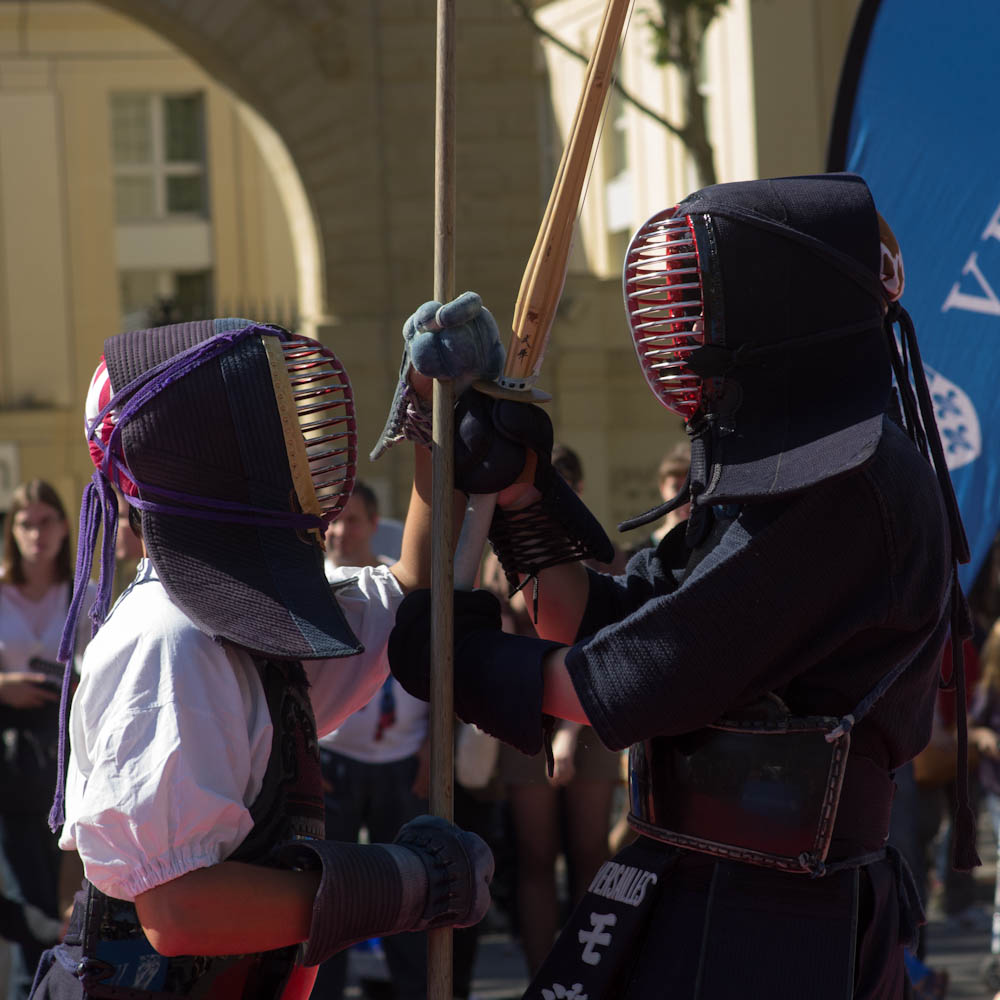
薙刀道と剣道の接近戦

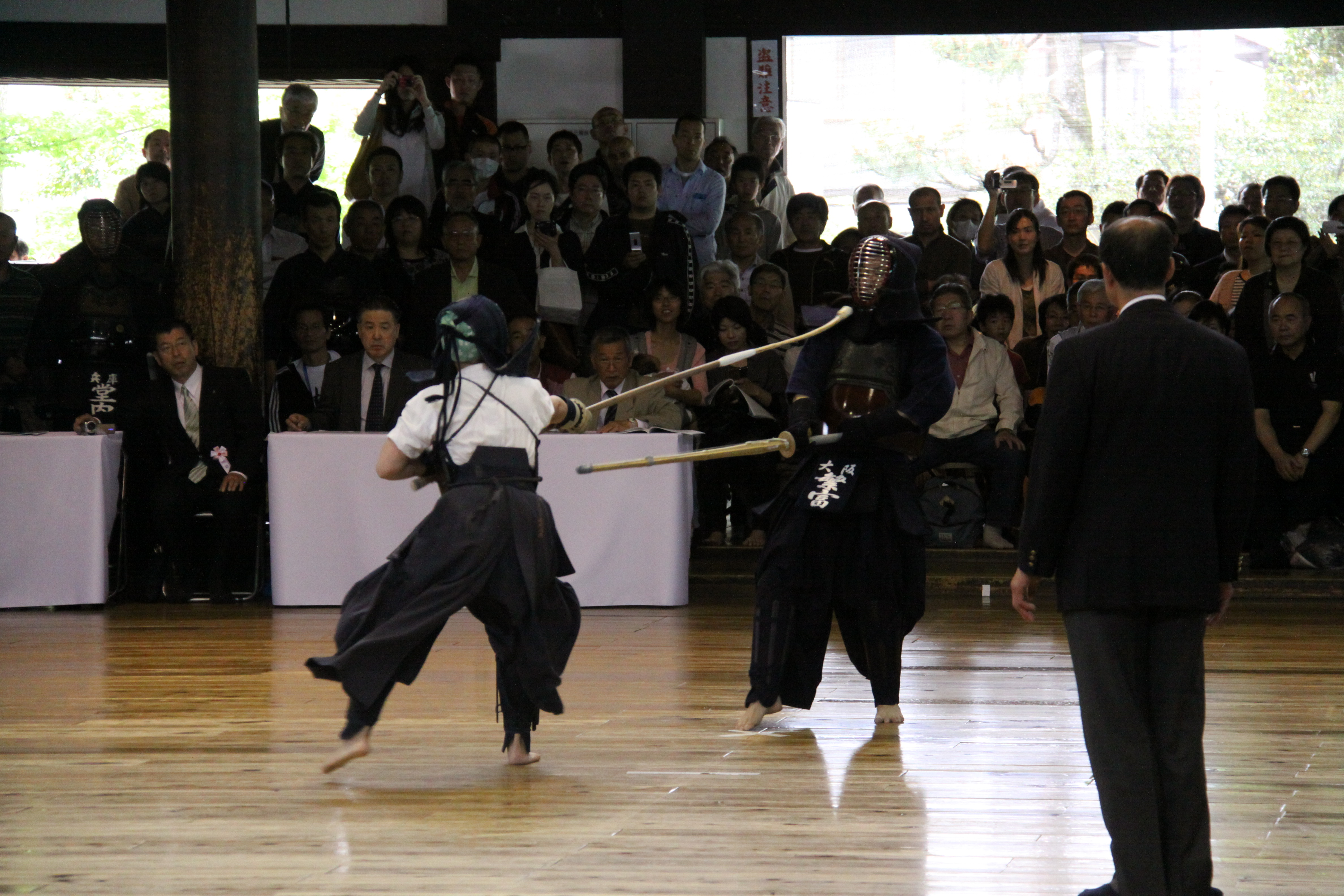
薙刀選手の突き技

異種試合とは、異なる武道との試合のことである。高野佐三郎が1920年（大正9年）に著した『日本剣道教範』（P119-P120）には銃剣、槍、鎖鎌との戦い方が解説されている。昭和天覧試合では銃剣術との試合が行われた。現在は全日本剣道演武大会など特別な大会で、なぎなたとの試合がエキシビション的に行われる程度であり、全日本剣道連盟と全日本なぎなた連盟も公式な異種試合のルールを整備していない。

## 主な大会
- 全日本剣道選手権大会
- 全日本女子剣道選手権大会
- 世界剣道選手権大会
- 全国警察剣道選手権大会
- 全国警察剣道大会
- 全国教職員剣道大会
- 全日本選抜剣道八段優勝大会（旧 明治村剣道大会）
- 全日本都道府県対抗剣道優勝大会
- 全日本東西対抗剣道大会
- 全日本剣道演武大会（京都大会）
- 国民体育大会剣道競技（国体）
- 全国家庭婦人剣道大会
- 全日本高齢者武道大会
- 全国健康福祉祭（ねんりんピック）
- 全国青年大会
- 全日本学生剣道選手権大会
- 全日本学生剣道優勝大会
- 全国高等学校総合体育大会剣道競技大会（インターハイ）
- 玉竜旗高校剣道大会
- 全国中学校剣道大会
- 全日本少年少女武道（剣道）錬成大会

## 安全性
通常は防具を装着し木刀より軽い竹刀を使うため、柔道などに比べ比較的安全であるが、剣道特有の問題もある。
2003年～2007年度の5年間における高校剣道部での死亡事例は4人。10万人あたり1.406人/年という発生率となっている。
全日本剣道連盟では、剣道で起きやすい怪我の救護法を纏めたハンドブックを販売している。

### 熱中症
防具を着用するため空調設備が無い稽古場では、夏場になると熱中症が発生しやすくなる。屋内競技における熱中症の発生頻度が最も高いのが同競技であり、死亡に至る前に医療機関を受診している例は年間数百件と推定されている。

### 聴覚障害
剣道難聴と呼ばれる特有の症状がある。
面打ち、引き面打ち、小手面打ちなど頭部（耳）に受ける断続的な衝撃波や、技を出す時の烈帛の掛け声などで生じる音響性の聴力障害であるとされてきたが、騒音難聴に典型的である4kHz以外の周波数域にも障害が出ることが知られていた。聴性脳幹反応を利用した研究によって、「剣道難聴」が、騒音による感覚細胞の機能低下ではなく、頭部への物理的な打撃によってもたらされた脳中枢へのダメージによるものであることが示されている。
練習量や個人差があるが耳鼻咽喉科などで人工内耳や補聴器で聴力の補完が可能。

### アキレス腱断裂
常にすり足で移動し、打突時に急加速するという競技特性のため、他競技よりアキレス腱断裂が多いという報告がある。特に後ろ足となる左アキレス腱を打突時に断裂する事例が多い。
稽古前のストレッチだけでは予防が難しいため、アキレス腱用サポーターを使用する他、床下にはスプリングを入れるなどの対策もあるが、費用の面から対応した施設は限られる。講談社創業者で社員教育に剣道を奨励した野間清治は、稽古中にアキレス腱断裂をした経験があることから、野間道場の建設時に床下へスプリングを入れている。

### 慢性外傷性脳症
脳震盪に至らないレベルの衝撃であっても、繰り返し頭部への打撃を受け続けることによって脳組織にタウ蛋白が蓄積し、認知症を発症することがある。剣道についてもリスクが指摘されており、実際に剣道家が発症した症例についても報告がなされている。
また、剣道の防具は、衝撃のピークを和らげるものの、頭部に伝達されるエネルギーを減少させてはいないことが示されており、面をつけていても脳への悪影響が避けられないおそれがあることが指摘されている。

### その他
突きによる咽喉部や頸動脈の負傷、脳震盪、竹刀の破片による眼球の刺し傷など。また、小手への打撃が逸れて上腕部に竹刀の先が突き刺さる、肘に直撃したりすることも稽古中にある。肘や上腕は防具にとって死角となるのでここに打撃を受けるとかなりの苦痛を受ける。
胴打ちが脇の下、太腿に外される(外してしまう)こともある。こちらもかなりの苦痛を受ける。
予防や処置、救急は、全日本剣道連盟 剣道と医・科学を参照。

## 段級位制・称号
2021年現在、全日本剣道連盟が定める剣道の段級位は、六級から一級、初段から八段があり、錬士・教士・範士の称号がある。段級位により審査する剣道連盟が異なる。
| 段級位 | 付与基準                                 | 受審条件               | 年齢制限 | 合格率     | 備考                                                     |
| ------ | ---------------------------------------- | ---------------------- | -------- | ---------- | -------------------------------------------------------- |
| 六級   |                                          |                        |          |            |                                                          |
| 五級   |                                          |                        |          |            |                                                          |
| 四級   |                                          |                        |          |            |                                                          |
| 三級   |                                          |                        |          |            |                                                          |
| 二級   |                                          |                        |          |            |                                                          |
| 一級   |                                          |                        | 12歳以上 |            |                                                          |
| 初段   | 剣道の基本を修習し、技倆良なる者         | 一級受有者             | 14歳以上 | 約80 - 90% |                                                          |
| 二段   | 剣道の基本を修得し、技倆良好なる者       | 初段受有後1年以上修業  | 15歳位上 | 約60 - 70% |                                                          |
| 三段   | 剣道の基本を修錬し、技倆優なる者         | 二段受有後2年以上修業  | 17歳以上 | 約40 - 50% |                                                          |
| 四段   | 剣道の基本と応用を修熟し、技倆優良なる者 | 三段受有後3年以上修業  | 20歳以上 | 約30 - 45% |                                                          |
| 五段   | 剣道の基本と応用に錬熟し、技倆秀なる者   | 四段受有後4年以上修業  | 24歳位上 | 約20 - 30% |                                                          |
| 六段   | 剣道の精義に錬達し、技倆優秀なる者       | 五段受有後5年以上修業  | 29歳以上 | 約10%      |                                                          |
| 七段   | 剣道の精義に熟達し、技倆秀逸なる者       | 六段受有後6年以上修業  | 35歳位上 | 約8 - 10%  |                                                          |
| 八段   | 剣道の奥義に通暁、成熟し、技倆円熟なる者 | 七段受有後10年以上修業 | 46歳以上 | 約1%       |                                                          |
| 九段   |                                          |                        |          |            | 平成12年（2000年）審査廃止                               |
| 十段   |                                          |                        |          |            | 昭和49年（1974年）2月以降空位 平成12年（2000年）審査廃止 |

## 剣道場
剣道専用の稽古場は少なく、学生・社会人共に他競技と共用する武道場や体育館、スポーツセンターなどの利用が主流である。
- 野間道場 - 講談社社有の剣道場。社員の他、地域の団体も利用可能。
- 衆議院議員会館剣道場 - 衆議院議員会館内の剣道場。主に衛視の訓練用であるが議員も稽古に使っている[47]。一般には開放していないが議員を通して民間団体も利用できる[48]。

## 剣道雑誌
1974年（昭和49年）創刊の剣道時代と1976年（昭和51年）創刊の剣道日本の二大剣道雑誌。剣道時代は海外在住者向けにWebマガジンKendo Jidai Internationalと剣道時代インターナショナルも提供。剣道日本は主に国内情報に焦点を当てたWebメディアを運営。